# Кутузовы
Кутузовы — русский дворянский род.
Род внесён в Бархатную книгу. При подаче документов (01.02.1686) для занесения рода в Бархатную книгу, было подано три родословные росписи Кутузовых, которые не хотели признавать однородцами Голенищевых-Кутузовых. После долгих разбирательств (02.02.1687) был оглашён приговор боярина, князя Долгорукова о внесении родословия Голенищевых-Кутузовых в родословную книгу БК в главу Кутузовых. В Бархатной книге также записано, что из числа Кутузовых, не указанных в поколенных росписях, есть ещё Кутузовы, владеющие поместьями в Новгородской губернии и служащие по г. Торопец.
Семнадцать Кутузовых владели поместьями (1699).
Род Кутузовых внесён в VI, I, III и II части родословных книг Новгородской, Псковской, Рязанской и Тверской губерний (Гербовник, V, 17).
От рода Кутузовых произошли: Коровины, Шестаковы, Клеопины, Щука, Лапенковы, Старковы, Горбатые Мисиновы, Зубатые, Хорхоры, Голенищевы, Бурдуковы.

## Происхождение и история рода
По родословным легендам Кутузовы, происходит от Фёдора Александровича Кутуза — внука новгородца Гаврила Андреевича по прозванию Прокша, у которого был сын Александр Прокшинич (Прокшичь) по прозванию Кутуз, праправнука известного героя Чудской битвы Гавриила, пришедшего «из прус» к Александру Невскому. Родной брат Фёдора Александровича Кутуз, Ананий Александрович, имел сына Василия прозванного Голенище и от него пошли Голенищевы-Кутузовы. Мария Андреевна, дочь Андрея Михайловича Клеопина-Кутузова, была в замужестве с ноября 1553 года за последним казанским царём Едигером-Симеоном Бекбулатовичем.
С. Б. Веселовский и вслед за ним А. А. Зимин считали, что Фёдор Кутуз был реальной личностью, жившей на рубеже XIV—XV веков. Под 1448 годом отмечен Василий Фёдорович Кутузов, а также другие Кутузовы, в том числе и с именами тюркского происхождения, например, Булыга, Бурдук и др. Н. А. Баскаков предполагает тюрко-булгарское происхождение прозвища «Кутуз» — от «кутур» — «бешеный». Из его потомков Василий Фёдорович Кутузов был боярином великого князя Василия Васильевича Тёмного (1447). Из этого рода — Борис и Юрий Кутузовы. Михаил Васильевич Кутузов был послом в Молдавию (1490). Константин Васильевич Кутузов, боярин Новгородского архиепископа Геннадия.
Род Кутузовых разделился на несколько ветвей в XVI веке: Фёдор Александрович Кутузов стал родоначальником старшей ветви Кутузовых. Родоначальником второй, угасшей ветви в XVI веке был Григорий Александрович Кутузов Горбатый. Сын Анания Александровича Голенище, Данила Ананьевич, родоначальник младшей ветви Кутузовых.
Во время опричнины (1570) казнён новгородец Иван Кутузов.

## Описание гербов

#### Герб Кутузовых 1785 г.
В Гербовнике Анисима Титовича Князева 1785 года имеется изображение печати с гербом генерал-майора (1774) Фёдора Михайловича Кутузова: в щите, имеющем круглую форму, в серебряном поле, изображён белый орёл, по бокам которого золотые фигурные буквы (титлы) в виде первоначальных букв фамилии и имени гербовладельца. Щит увенчан дворянской короной (дворянский шлем и намёт отсутствуют). По бокам и внизу щита фигурная виньетка.

#### Герб. Часть V. № 17
В щите, имеющем голубое поле, изображён чёрный одноглавый орёл, имеющий над главою дворянскую корону, а в правой лапе серебряную шпагу.
Щит увенчан дворянскими шлемом и короной. Нашлемник: три страусовых пера. Намёт на щите голубой и чёрный, подложенный серебром.

## Известные представители
- Кутузов Борис Васильевич — посол в Литву (1496).
- Кутузов Юрий Иванович (Шестак) — посол в Крым (1482), воевода в походе на Вятку (1487—1489).
- Кутузов Андрей Михайлович — посол в Литву (1499), воевода в Литовском походе (1513).
- Кутузов Андрей Михайлович — воевода в Литовском походе (1513).
- Кутузов Постник Елизарьевич — осадный воевода в Пернове (1578—1579), наместник в Стародубе (1584—1585).
- Кутузов Иван Постников — воевода в Белёве (1616).
- Кутузов Иван (без отчества) — воевода в Старице (1625).
- Кутузов Иван Фёдорович — воевода в Осташкове (1619—1620), в Козельске (1639—1640).
- Кутузовы; Василий, Михаил и Никита Ивановичи — стольники патриарха Филарета (1627—1629).
- Кутузовы: Григорий, Василий и Артемий Ивановичи — мещовские городовые дворяне (1627—1629).
- Кутузов Яков Семёнович — тарусский городовой дворянин (1627—1629), московский дворянин (1636—1640).
- Кутузов Василий Иванович — стряпчий (1627—1629), московский дворянин (1677).
- Кутузовы: Иван Федосеев, Иван Постников — московские дворяне (1627—1640).
- Кутузов Кирилл Иванович — скончался от ран полученных при осаде Смоленска (1634).
- Кутузов Артемий Иванович — воевода в Верее (1638—1641).
- Кутузов Дмитрий Иванович — московский дворянин (1640—1658).
- Кутузов Дмитрий Никитич — стряпчий (1658), московский дворянин (1668—1677).
- Кутузов Никита Иевлев — воевода в Коломне (1664—1668).
- Кутузовы: Василий Стахеевич, Евграф и Василий Дмитриевичи — стряпчие (1682—1692).
- Кутузовы: Афанасий, Тимофей и Алексей Кирилловичи, Фёдор Михайлович — стольники царицы Прасковьи Фёдоровны (1676—1692).
- Кутузовы: Михаил Иванович и Фёдор Михайлович — стольники царицы Натальи Кирилловны (1676).
- Кутузовы: Алексей, Илья, Никита и Иван Михайловичи, Кирилл Фёдорович, Михаил Васильевич, Тимофей Кириллович, Христофор Дмитриевич — царские стольники (1676—1692)[5][7][12][13].